# Køge Boldklub
El Køge Boldklub és un club de futbol danès de la ciutat de Køge, Sjælland.

## Palmarès
- Lliga danesa de futbol (2): 1953-54, 1975

- 34 temporades a la primera divisió danesa
- 25 temporades a la segona divisió danesa
- 6 temporades a la tercera divisió danesa

## Futbolistes destacats
- Jon Dahl Tomasson
- Søren Larsen
- Casper Ankergren
- Martin Retov
- Jørgen Kristensen